# Symphimus leucostomus
Symphimus leucostomus är en ormart som beskrevs av Cope 1869. Symphimus leucostomus ingår i släktet Symphimus och familjen snokar. Inga underarter finns listade i Catalogue of Life.
Denna orm förekommer med flera från varandra skilda populationer i västra Mexiko. Arten lever i låglandet och i kulliga områden upp till 500 meter över havet. Den vistas i tropiska lövfällande skogar. Honor lägger ägg.
Troligtvis påverkas arten negativ av skogsbruk. Hela populationen anses vara stabil. IUCN kategoriserar arten globalt som livskraftig.